# Adriane Lopes
Adriane Lopes (Grandes Rios, 29 giugno 1976) è un avvocato e politica brasiliana.

## Biografia
Lopes è nata il 29 giugno 1976, figlia di Gisleni Garcia Barbosa e Antônio Ferreira Barbosa.
Prima di laurearsi in giurisprudenza e in amministrazione pubblica e urbanistica, ha lavorato presso la fabbrica di gelato di suo padre e, in seguito, presso l'Agenzia statale per l'amministrazione del sistema penitenziario (Agepen) in Brasile per quattro anni.
È Coach e Leader Coach del Brazilian Coaching Institute (IBC).

## Vita privata
È sposata con il politico brasiliano Lídio Lopes e hanno 2 figli: Bruno e Matheus Lopes.